# Palo Santo (album)
Palo Santo – drugi album brytyjskiego zespołu Years & Years. Został wydany 6 lipca 2018 nakładem wytwórni Polydor. Pierwszym singlem promującym krążek został utwór „Sanctify”, a drugim – „If You're Over Me”.
Album oraz single go promujące są utrzymane w koncepcji pozbawionego płci społeczeństwa dystopijnego zamieszkałego przez androidy, które jest znane jako Palo Santo i zostało pokazane po raz pierwszy w teledysku do „Sanctify”. W ramach promocji albumu ruszyła również kampania z botem komunikacyjnym, który kontaktował się z fanami na koncie Twittera, pojawiły się również billboardy z kodami QR. Album zawiera także pełnometrażową wersję utworu „Hypnotised”, wcześniej wykorzystywaną tylko częściowo w krótkim filmie dla kolekcji mody H&M autorstwa brytyjskiego projektanta Erdema.
W ramach promocji albumu zaplanowano trasę koncertową Palo Santo Tour.
Album dotarł do trzeciego miejsca w notowaniu najlepiej sprzedających się albumów w Wielkiej Brytanii, a w Polsce osiągnął 22. miejsce w notowaniu OLiS.

## Lista utworów
| Nr  | Tytuł utworu        | Autorzy                                                                      | Produkcja                  | Długość |
| --- | ------------------- | ---------------------------------------------------------------------------- | -------------------------- | ------- |
| 1.  | „Sanctify”          | Olly Alexander, Thomas Hull                                                  | Kid Harpoon                | 3:09    |
| 2.  | „Hallelujah”        | Alexander, Greg Kurstin, Julia Michaels, Michael Goldsworthy, Justin Tranter | Kurstin, Mark Ralph        | 3:39    |
| 3.  | „All for You”       | Alexander, Kurstin, Mark Ralph                                               | Kurstin                    | 3:39    |
| 4.  | „Karma”             | Alexander, Daniel Traynor, Sarah Hudson, Clarence Coffee Jr.                 | GRADES, Coffee Jr.         | 3:13    |
| 5.  | „Hypnotised”        | Alexander, Ralph                                                             | Ralph                      | 4:03    |
| 6.  | „Rendezvous”        | Alexander, Goldsworthy, Emre Türkmen                                         | Ralph                      | 3:04    |
| 7.  | „If You're Over Me” | Alexander, Steve McCutcheon                                                  | Steve Mac                  | 3:09    |
| 8.  | „Preacher”          | Alexander,Jesse Shatkin, Michaelsm, Tranter                                  | Shatkin                    | 3:26    |
| 9.  | „Lucky Escape”      | Alexander                                                                    | Two Inch Punch             | 3:46    |
| 10. | „Palo Santo”        | Alexander, Hudson                                                            | Two Inch Punch, John Foyle | 4:02    |
| 11. | „Here”              | Alexander                                                                    | Years & Years              | 1:39    |
|     |                     |                                                                              |                            | 36:49   |

## Notowania
| Lista przebojów (2018)                 | Najwyższa pozycja |
| -------------------------------------- | ----------------- |
| Australia (ARIA Charts)                | 26                |
| Austria (Ö3 Austria Top 40)            | 50                |
| Belgia (Ultratop 200 Albums, Flandria) | 6                 |
| Belgia (Ultratop 200 Albums, Walonia)  | 25                |
| Dania (Hitlisten)                      | 22                |
| Finlandia (Suomen virallinen lista)    | 18                |
| Hiszpania (PROMUSICAE)                 | 68                |
| Holandia (MegaCharts)                  | 14                |
| Irlandia (IRMA)                        | 7                 |
| Kanada (Billboard Canadian Albums)     | 52                |
| Niemcy (GfK Entertainment)             | 27                |
| Norwegia (VG-Lista)                    | 13                |
| Polska (OLiS)                          | 22                |
| Szwajcaria (Alben Top 100)             | 15                |
| Szwecja (Sverigetopplistan)            | 38                |
| USA (Billboard 200)                    | 75                |
| Wielka Brytania (UK Albums Chart)      | 3                 |
| Węgry (Mahasz)                         | 35                |

## Certyfikaty i sprzedaż
| Kraj                  | Certyfikat  | Sprzedaż |
| --------------------- | ----------- | -------- |
| Polska (ZPAV)         | złota płyta | 10 000+  |
| Wielka Brytania (BPI) | złota płyta | 100 000+ |